# 후베르트 후르카치
후베르트 후르카치(폴란드어: Hubert Hurkacz, 폴란드어 발음: [ˈxubɛrt ˈxurkatʂ], 1997년 2월 11일~)는 폴란드의 테니스 선수이다. 플레이스타일은 오른손잡이, 양손 백핸드이다. 2024년 6월에  개인 최고 ATP 랭킹 7위에 올랐으며 폴란드 남자 단식 선수 중 가장 높은 랭킹을 달성했다. 그는 2020년 마이애미 오픈과 2023년 상하이 마스터스에서 우승하여 ATP 월드 투어 마스터스 타이틀 2개 획득했으며 ATP 월드 투어 마스터스 타이틀을 획득한 최초의 폴란드 선수가 되었다.